# Église Saint-Martin de Néville-sur-Mer
Pour les articles homonymes, voir Église Saint-Martin.
L'église Saint-Martin-et-Sainte-Trinité de Néville-sur-Mer est un édifice catholique qui se dresse sur le territoire de l'ancienne commune française de Néville-sur-Mer, dans le département de la Manche, en région Normandie. Elle est inscrite aux monuments historiques.

## Localisation
L'église Saint-Martin-et-Sainte-Trinité est située dans le bourg de l'ancienne commune de Néville-sur-Mer, commune intégrée à la commune nouvelle de Vicq-sur-Mer, dans le département français de la Manche.

## Historique
Peu de temps après sa fondation, les seigneurs de Néville donnent le patronage de l'église à l'abbaye de Montebourg. D'après le Livre Noir (1251-1274), l'abbé percevait la moitié des poissons et les deux tiers de la dîme, évalués 40 livres avec 66 quartiers de froment. Le reste, estimé à 30 livres appartenait au curé.
En 1681, l'archidiacre lors d'une nouvelle visite de l'église nous apprend que : « le chœur de l'église est assez propre », mais demande que certaines représentations de saints soient enlevées, du fait de leur indécence. À partir de 1682, ont reconstruit la tour-clocher en granite en remplacement du clocher ruiné. Elle est surmontée d'une terrasse avec quatre tourillons, en s'inspirant du clocher de Saint-Pierre-Église, reliés par un garde-fou formé de balustres de granit,. En 1686, on recouvre l'église. Ces travaux endettèrent la fabrique de 147 livres et 15 sous que le curé paya sur ses propres deniers.
En 1763, on abat le vieux chœur roman qui tombait en ruine ainsi que ce qui ne pouvait être conservé de l'église du XIe siècle. Le reste de la nef fut allongé et le chœur agrandi et une sacristie bâtie à la suite . Le presbytère est reconstruit vers 1880, sous le ministère de Benjamin Lefeuvre.
Lors de la Seconde Guerre mondiale, la tour a été utilisée par les Allemands qui y avaient installé un poste de surveillance et de direction de tir dans une guérite en bois.

## Description
L'église, sous le vocable de Saint-Martin et de la Sainte-Trinité, a conservé de l'époque romane (XIe siècle), une partie de sa nef avec côté nord, trois fenêtres-meurtrières surmontées d'un larmier avec dix modillons, et côté sud, quatorze modillons du larmier, le portail méridional et deux fenêtres-meurtrières. À l'intérieur, est conservé l'arc roman du chœur de l'édifice d'origine.
Au-dessus du portail méridional sur le tympan a été sculpté en 1928 un saint Martin.

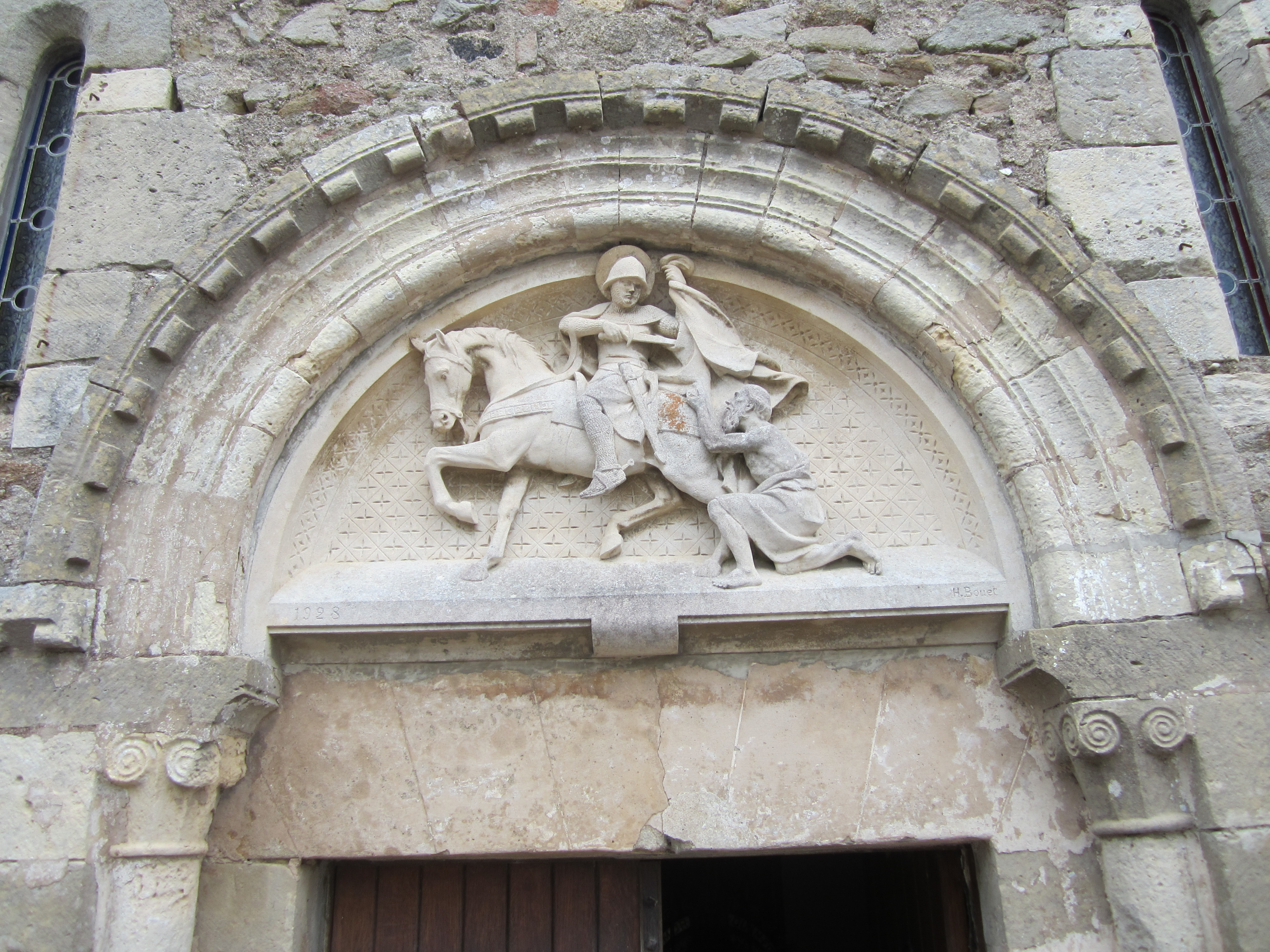
Tympan et archivolte du portail méridional.
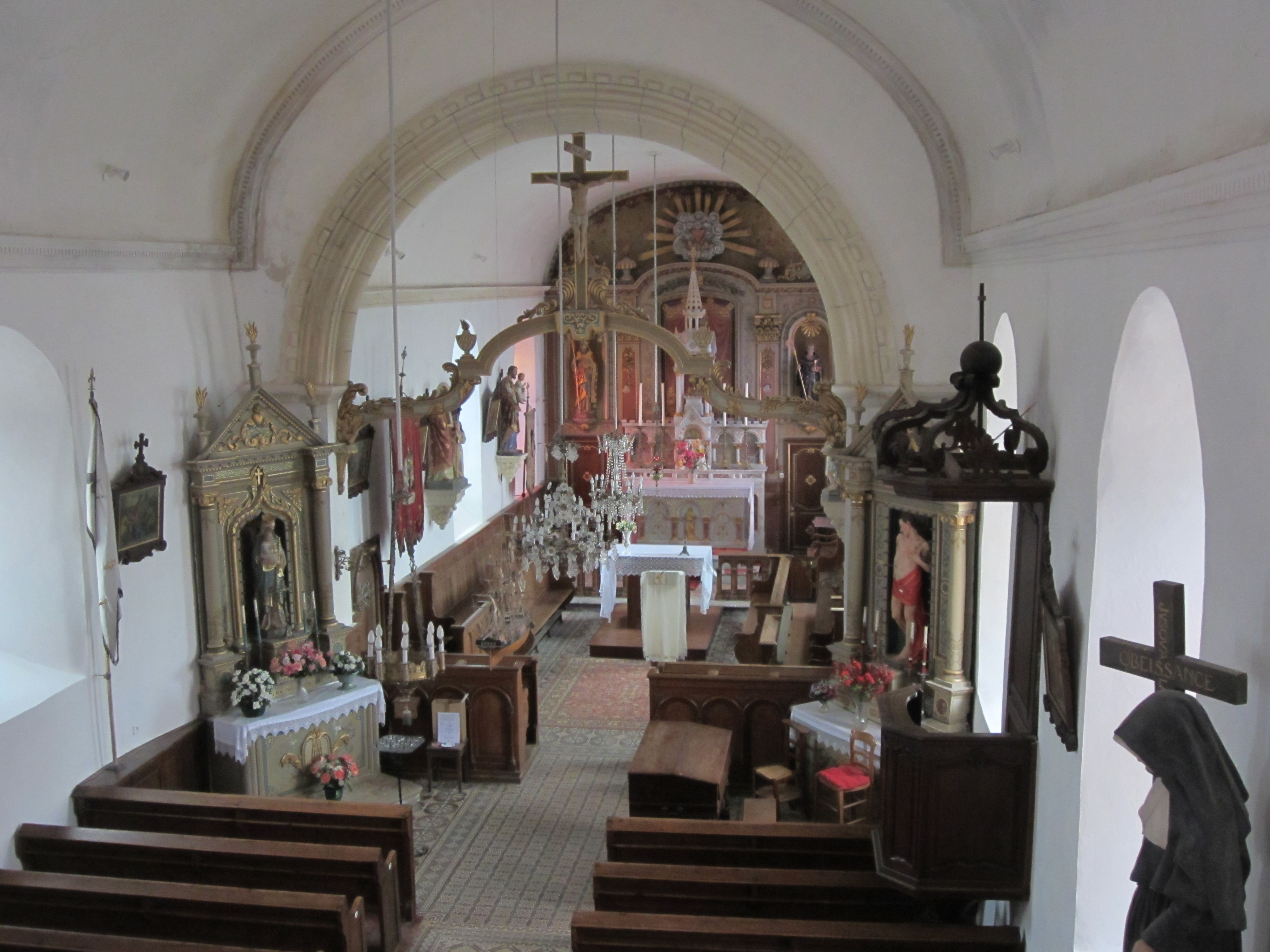
Vue de la nef et du chœur.

## Protection aux monuments historiques
L'église est inscrite au titre des monuments historiques par arrêté du 7 mars 1975.

## Mobilier
Elle abrite une perque, des lambris dans le chœur et des statues. Les bancs qui avaient été placés en 1772 furent vendus le 22 juin 1794 à l'encan pour 178 livres et 5 sous et remplacés au début du XIXe siècle par les bancs actuels. À leurs mises en place, en 1772, le banc no 1 du côté de l'épître était réservé au chevalier de Beaumont, seigneur de la paroisse, le no 2 à Louis-François Lehérisier, écuyer, alors que côté de l'évangile, le no 1 était réservé à Pierre de Beaudrap, écuyer à Herclat, qui se faisait représenter par son fermier, Bon Pontus.
L'église abrite également un ex-voto, représentant un trois-mâts la Sainte-Laurie, un bénitier du XVIIe, un lutrin et une chaire à prêcher du XVIIIe, une statue du bienheureux J.-B. Michel Pontus du XXe, un retable et tabernacle, et un maître-autel du XVIIIe, un haut-relief charité saint Martin du XVIIe et une verrière de L. Mazuet du XIXe.

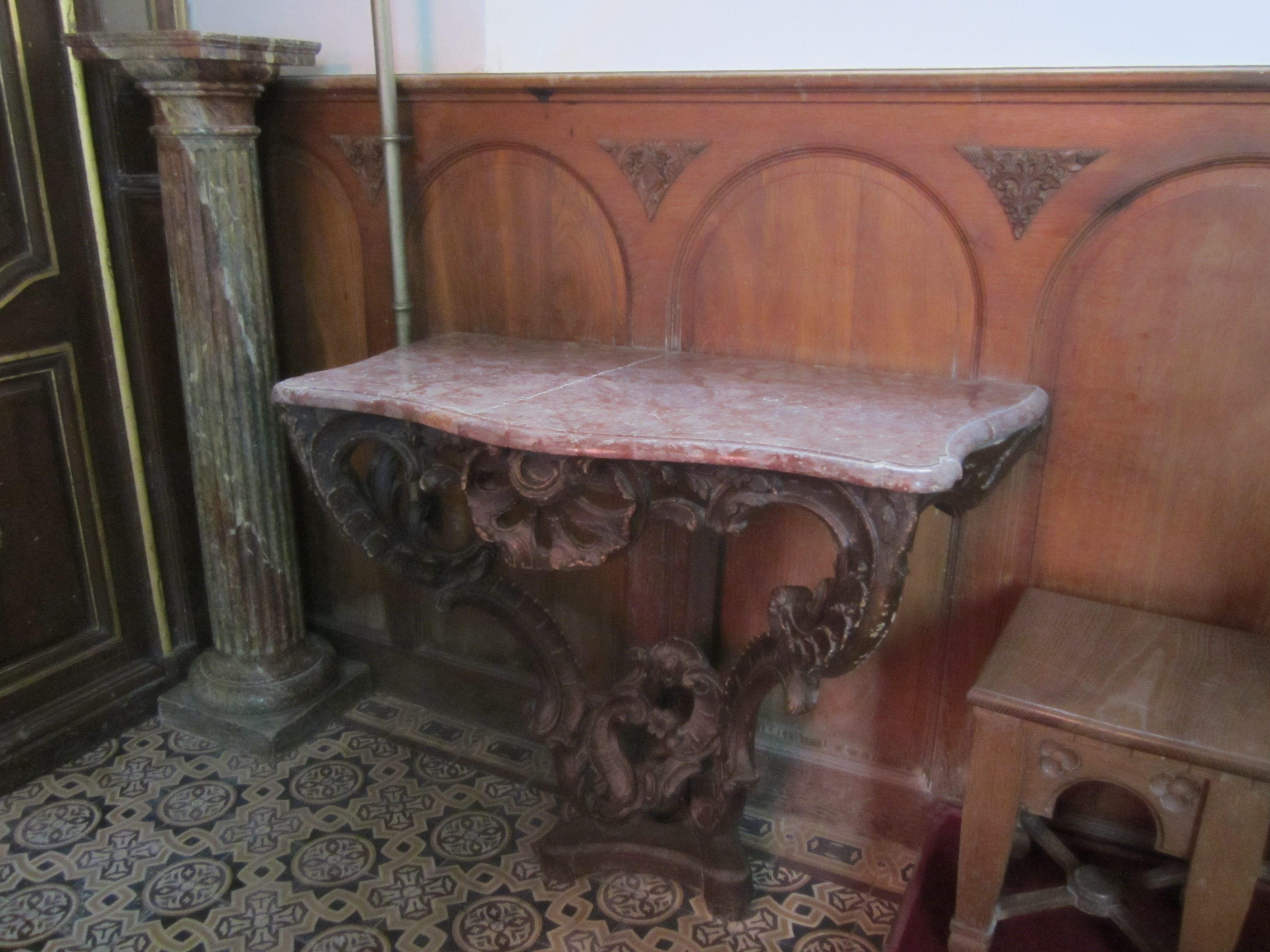
La console (objet classé).
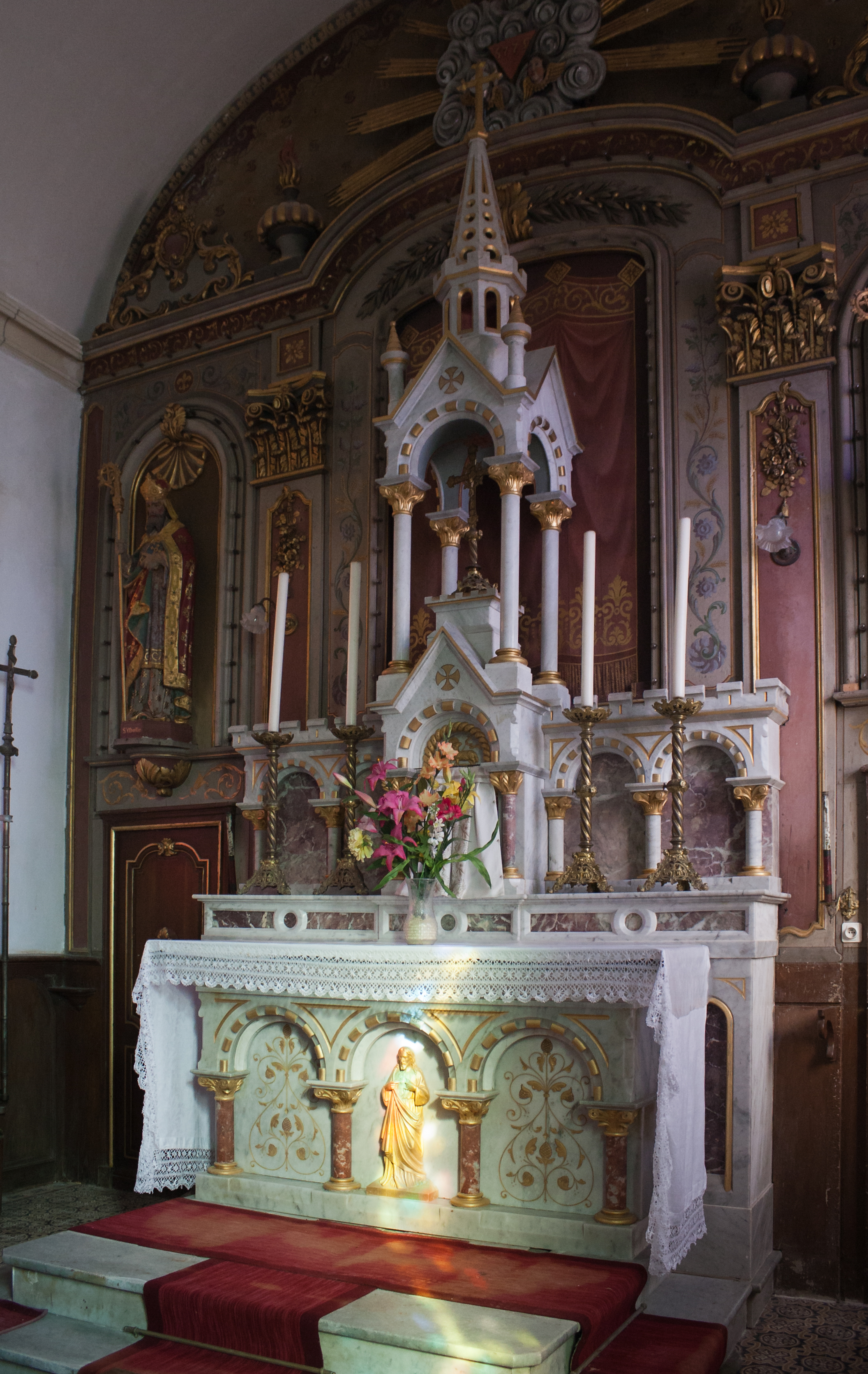
Le maitre autel.
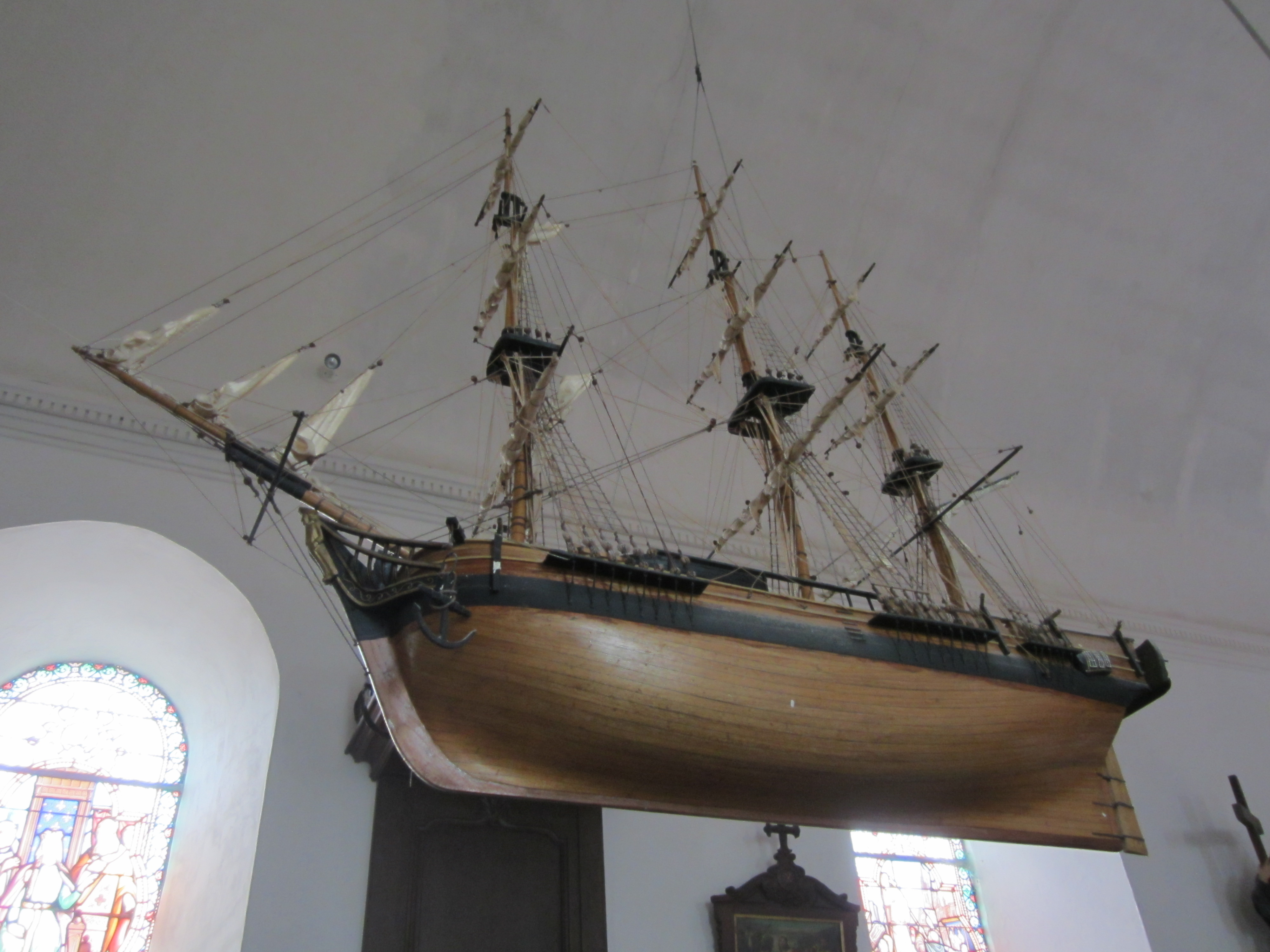
Ex-voto : la Sainte-Laurie.
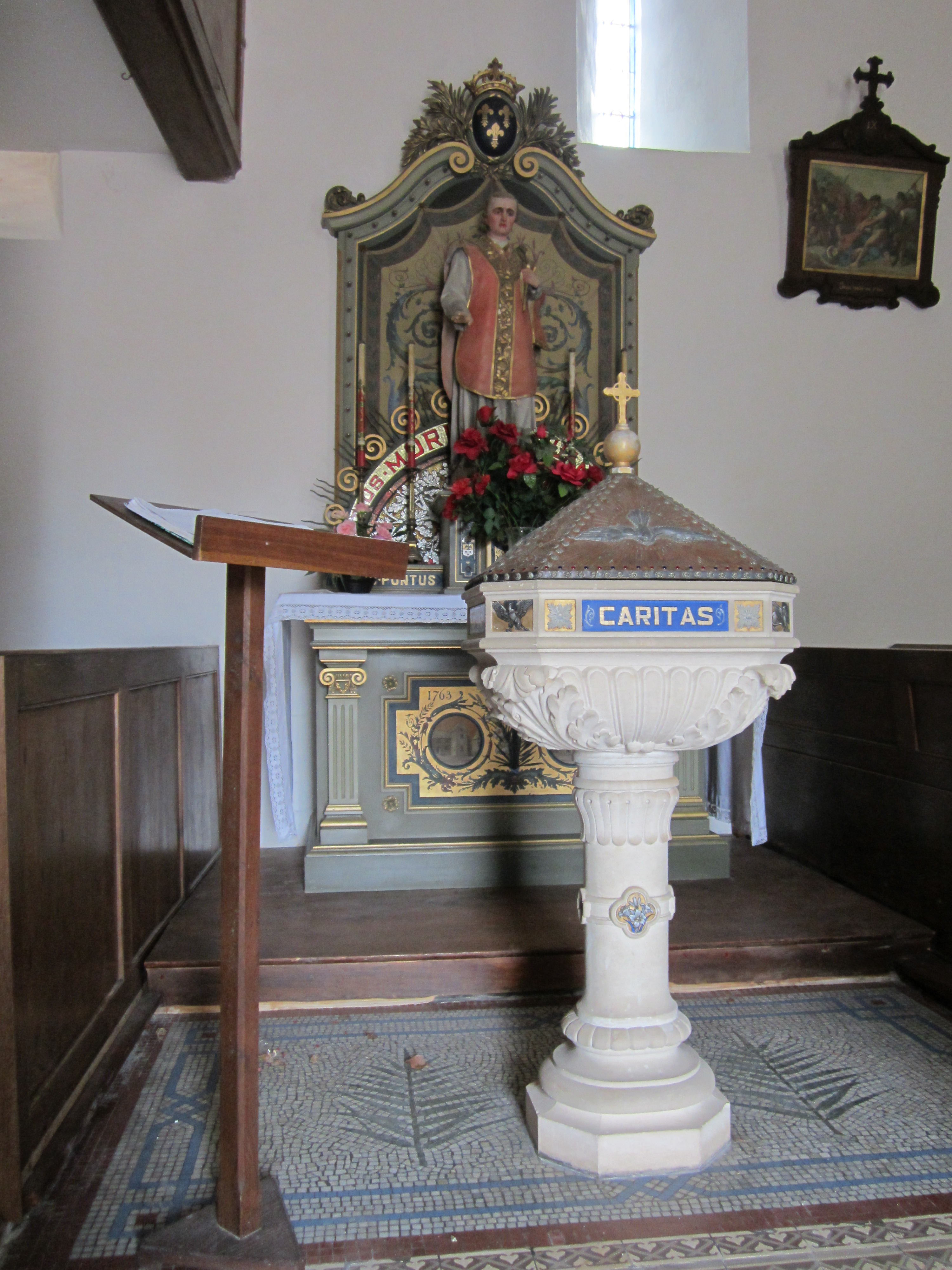
Les fonts baptismaux.
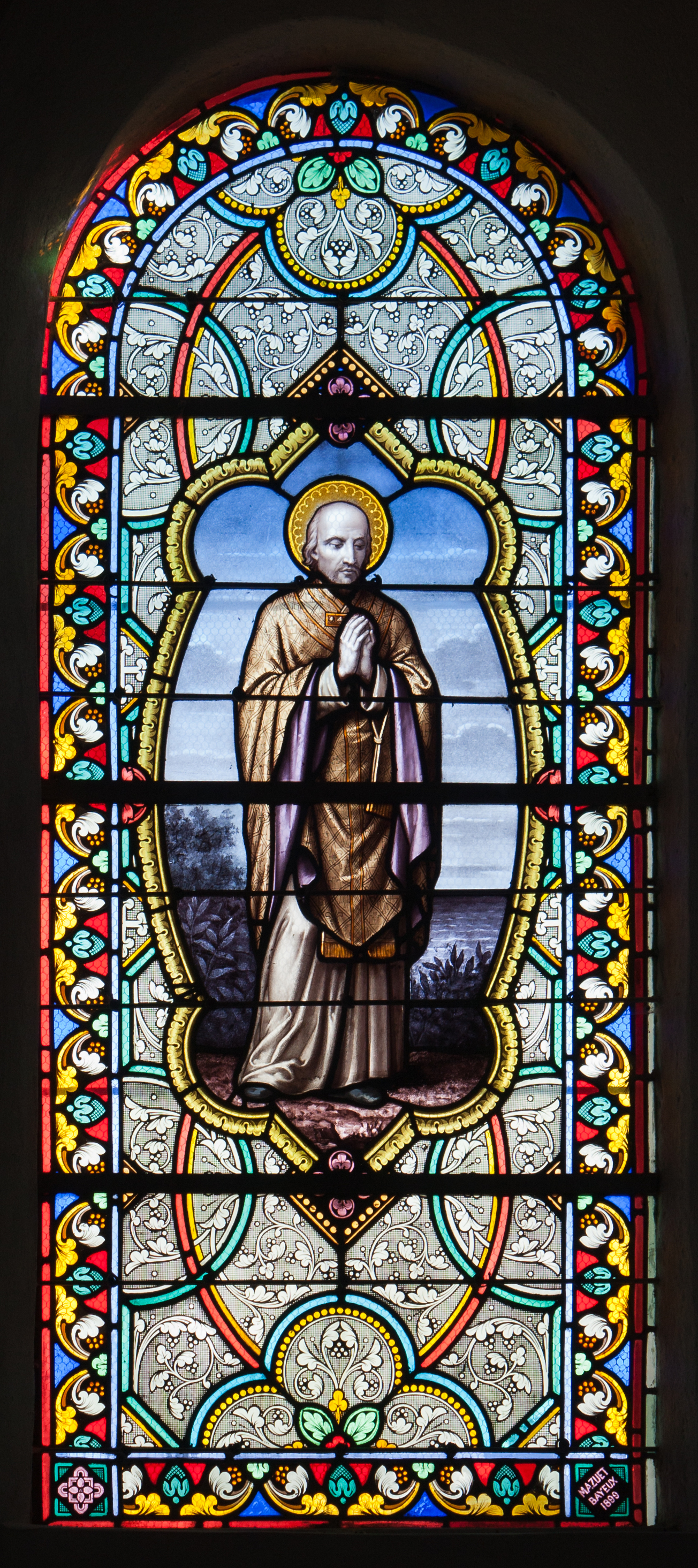
L'un des vitraux, représentant Ignace de Loyola.